# Mohamed Mady Camara
Pour les articles homonymes, voir Camara.
Cet article possède un paronyme, voir Mohamed Camara.
Mohamed Mady Camara est un footballeur international guinéen né le 28 février 1997 à Matam en Guinée évoluant au poste de milieu de terrain au PAOK Salonique.

## Biographie

### Carrière en club
Arrivé en Corse en provenance de Santoba Conakry en Guinée durant l'été 2016, son entraîneur Olivier Pantaloni le lance dans le grand bain du professionnalisme en le titularisant sur la pelouse de l'ES Troyes AC le 13 janvier 2017. Il est connu pour avoir marqué l'un des buts les plus importants de l'histoire du club de l'AC Ajaccio à la 125e minute du playoff ACA 2-2 HAC (5-3 TAB).

## Statistiques
| Saison                | Club                  | Championnat           | Championnat | Championnat | Coupe nationale | Coupe nationale | Coupe de la Ligue | Coupe de la Ligue | Compétition(s) continentale(s) | Compétition(s) continentale(s) | Compétition(s) continentale(s) | Barrages | Barrages | Total | Total |
| Saison                | Club                  | Division              | M.          | B.          | M.              | B.              | M.                | B.                | Comp.                          | M.                             | B.                             | M.       | B.       | M.    | B.    |
| 2016-2017             | AC Ajaccio            | Ligue 2               | 18          | 2           | 1               | 0               | -                 | -                 | -                              | -                              | -                              | -        | -        | 19    | 2     |
| 2017-2018             | AC Ajaccio            | Ligue 2               | 27          | 0           | 2               | 0               | 1                 | 0                 | -                              | -                              | -                              | 2        | 1        | 32    | 1     |
| Sous-total            | Sous-total            | Sous-total            | 45          | 2           | 3               | 0               | 1                 | 0                 | -                              | -                              | -                              | 2        | 1        | 51    | 3     |
| 2018-2019             | Olympiakós            | Super League          | 24          | 6           | 2               | 0               | -                 | -                 | C3                             | 10                             | 0                              | -        | -        | 36    | 6     |
| 2019-2020             | Olympiakós            | Super League          | 31          | 6           | 5               | 1               | -                 | -                 | C1+C3                          | 11+4                           | 0+0                            | -        | -        | 51    | 7     |
| 2020-2021             | Olympiakós            | Super League          | 31          | 3           | 5               | 0               | -                 | -                 | C1+C3                          | 6+4                            | 1+0                            | -        | -        | 46    | 4     |
| 2021-2022             | Olympiakós            | Super League          | 28          | 0           | 4               | 0               | -                 | -                 | C1+C3                          | 3+10                           | 1+1                            | -        | -        | 45    | 2     |
| 2022                  | Olympiakós            | Super League          | -           | -           | -               | -               | -                 | -                 | C1+C3                          | 2+1                            | 0+0                            | -        | -        | 3     | 0     |
| Sous-total            | Sous-total            | Sous-total            | 114         | 15          | 16              | 1               | -                 | -                 | -                              | 51                             | 3                              | -        | -        | 181   | 19    |
| 2022-2023             | AS Rome (prêt)        | Serie A               | 15          | 0           | -               | -               | -                 | -                 | C3                             | 6                              | 0                              | -        | -        | 21    | 0     |
| Total sur la carrière | Total sur la carrière | Total sur la carrière | 174         | 17          | 19              | 1               | 1                 | 0                 | -                              | 57                             | 3                              | 2        | 1        | 253   | 22    |

## Palmarès
Olympiakós
- Championnat de Grèce (3)
  - Champion : 2020, 2021 et 2022
  - Vice-champion : 2019
- Coupe de Grèce (1)
  - Vainqueur : 2020
  - Finaliste : 2021

 AS Roma
- Ligue Europa (0)
  - Finaliste : 2023